# Fernando Ibáñez
Fernando Patricio Ibáñez Roa (* 9. Dezember 1940 in Santiago de Chile) ist ein ehemaliger chilenischer Fußballspieler. Der Stürmer absolvierte ein Länderspiel für Chiles Nationalmannschaft und wurde auf Vereinsebene zweimal chilenischer Meister.

## Karriere

### Verein
Fernando Ibáñez spielte von 1961 bis 1966 beim Hauptstadtklub Universidad Católica, mit dem er 1961 und 1966 jeweils den Meistertitel gewann. Nach der zweiten Meisterschaft wechselte der Angreifer zu Unión La Calera, bei dem er bis 1968 auflief.

### Nationalmannschaft
Fernando Ibáñez debütierte im November 1962 unter Fernando Riera bei der Copa Carlos Dittborn gegen Argentinien. Das 1:1-Unentschieden war das einzige Länderspiel des Offensivspielers.

## Erfolge
Universidad Católica
- Primera División: 1961, 1966